# إيمانويل سانتي
إيمانويل سانتي (بالإيطالية: Emanuele Santi)‏ هو اقتصادي إيطالي، ولد في 22 أبريل 1976.